# Șerpar
Șerparul european (Circaetus gallicus) este o pasăre răpitoare de dimensiunii medii din familia Accipitridae, care include, de asemenea, multe alte păsări răpitoare diurne, cum ar fi șoimii, vulturii și ulii.

## Taxonomie
Șerparul european a fost descris oficial în 1788 de naturalistul german Johann Friedrich Gmelin în ediția revizuită și extinsă a Systema Naturae a lui Carl Linnaeus. L-a plasat alături de șoimi, vulturi și rudele lor în genul Falco și a inventat numele binomial Falco gallicus. Gmelin și-a bazat descrierea pe cea făcută de ornitologul englez John Latham și de ornitologii francezi Mathurin Jacques Brisson și Contele de Buffon. Șerparul european este acum încadrat în genul Circaetus, care a fost introdus în 1816 de ornitologul francez Louis Pierre Vieillot.  Numele genului provine din greaca veche kirkos, un tip de șoim, și aetos, „vultur”. Epitetul specific gallicus înseamnă în latină „Galia”, adică Franța.
Sunt recunoscute două subspecii:
- Circaetus gallicus gallicus (Gmelin, 1788) – sud-vestul Europei până în Asia Centrală, nord-vestul Chinei și India
- Circaetus gallicus sacerdotis  Christidis, Olsen, Norman & Rheindt, 2017 –  Java de est, Bali și Lombok până la Timor (Insulele Sunda Mici) [11]

## Descriere

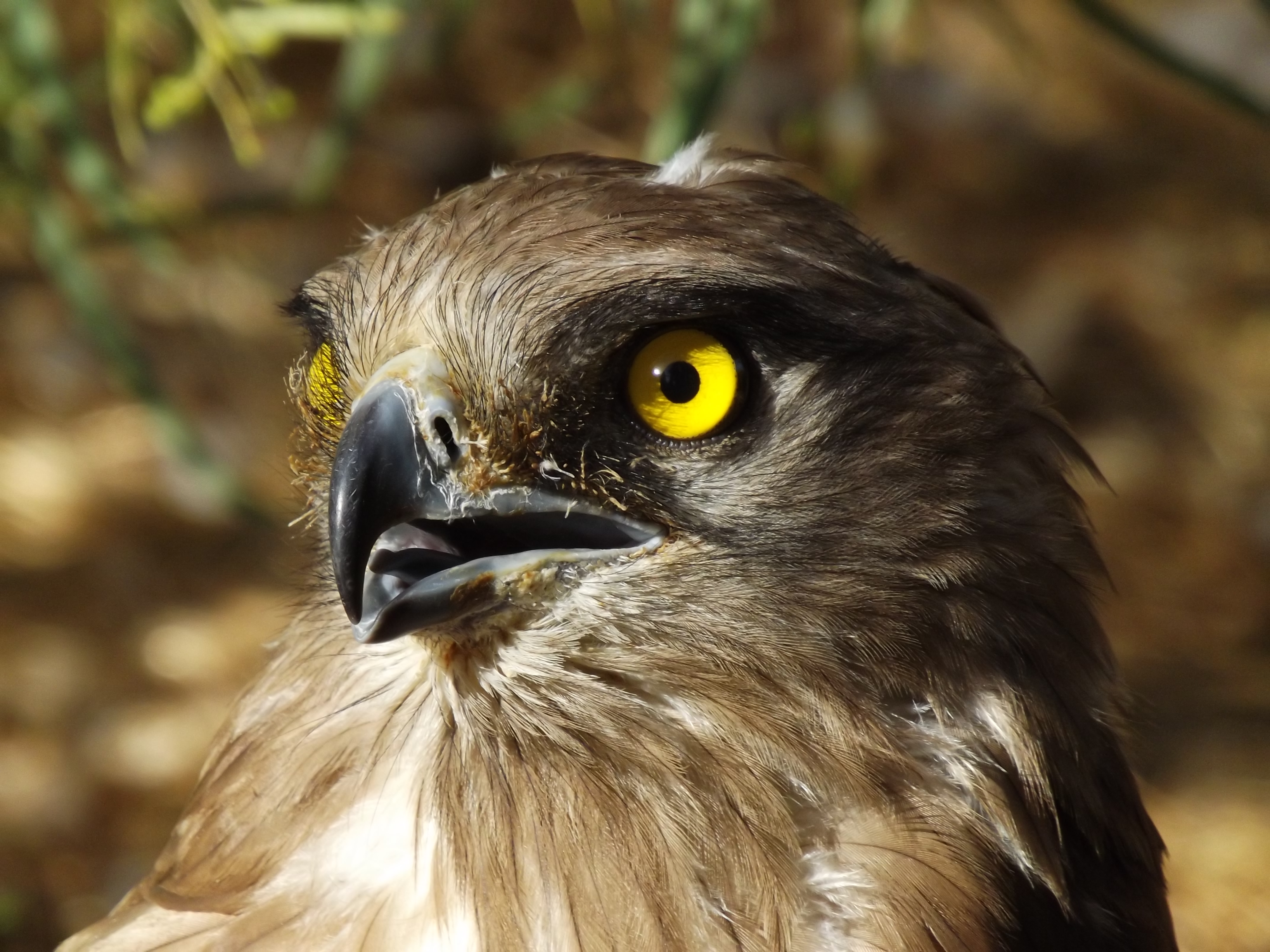
Circaetus gallicus

Adulții au o lungime de 59-70 cm, o anvergură a aripilor de 162-195 cm și o greutate de 1,2-2,3 kg; greutatea medie pentru această specie este de aproximativ 1,7 kg. Pot fi recunoscuți pe teren după partea inferioară predominant albă, părțile superioare fiind maro-cenușiu. Bărbia, gâtul și partea superioară a pieptului sunt de un maro deschis. Alte indicii sunt capul rotunjit ca de bufniță, ochii de un galben strălucitor și aripa inferioară ușor dungată.
Șerparul european petrece mai mult timp în zbor decât majoritatea membrilor genului său. Preferă să zboare pe pantele dealurilor și pe culmile dealurilor, la înălțimi de până la 500 metri, de unde își caută prada. Atunci când se află în câmp deschis, planează frecvent ca un vânturel roșu.

## Comportament

### Hrană
Hrana sa este alcătuită aproape exclusiv din amfibieni și reptile, inclusiv șopârle. Vânează, de asemenea, șerpi care ajung până la 2 metri lungime. Se protejează de veninul șerpilor prin penajul dens al aripilor sale și prin învelișul cornos gros care îi acoperă picioarele, deși de obicei nu este mușcat datorită abilității sale de a se feri și de a prinde șarpele rupându-i șira spinării. Ghearele scurte sunt, de asemenea, o adaptare caracteristică.
Ocazional, se hrănește cu mamifere mici, până la dimensiunea unui iepure, și rareori cu păsări și insecte mari.

## Galerie

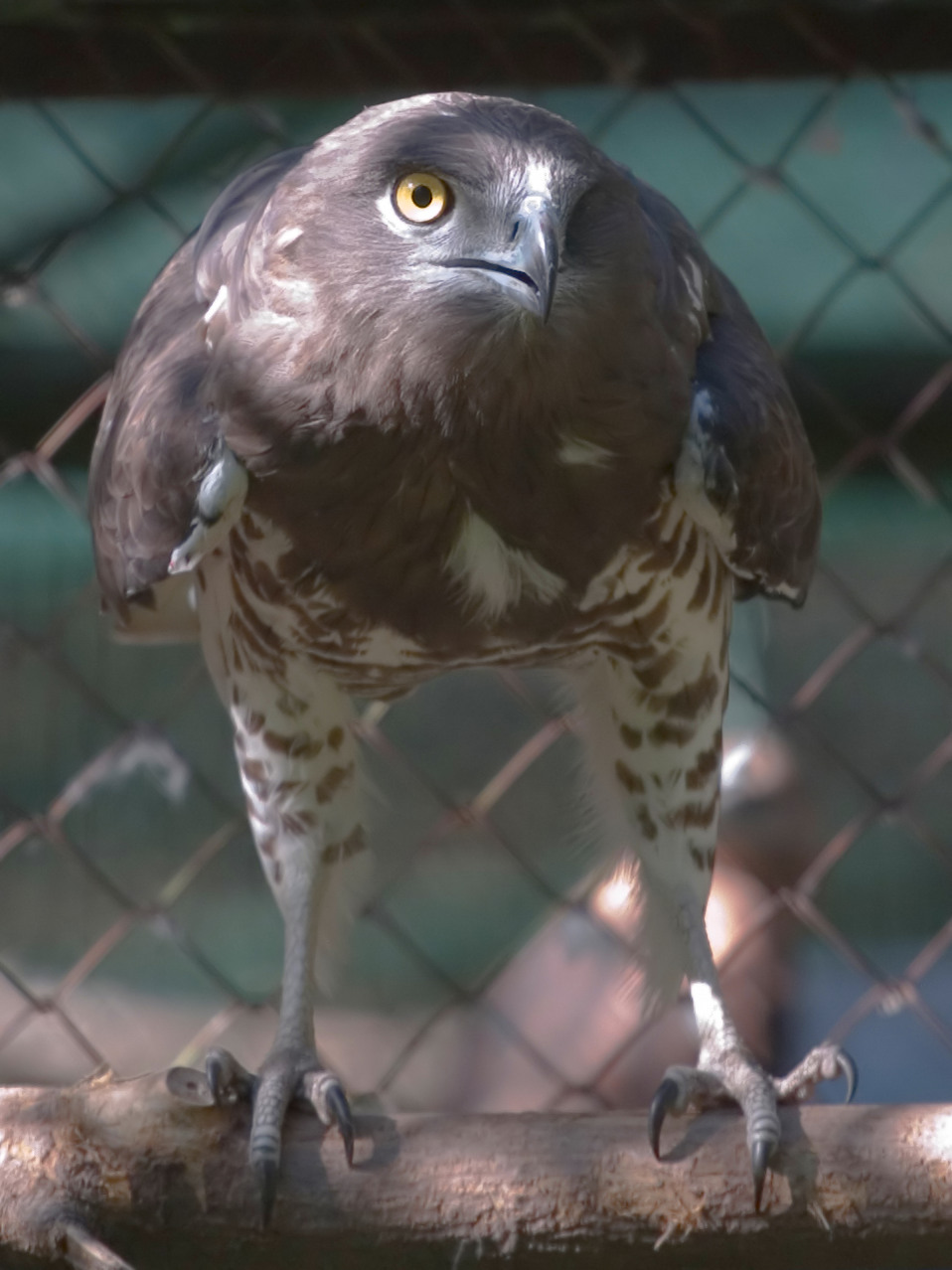
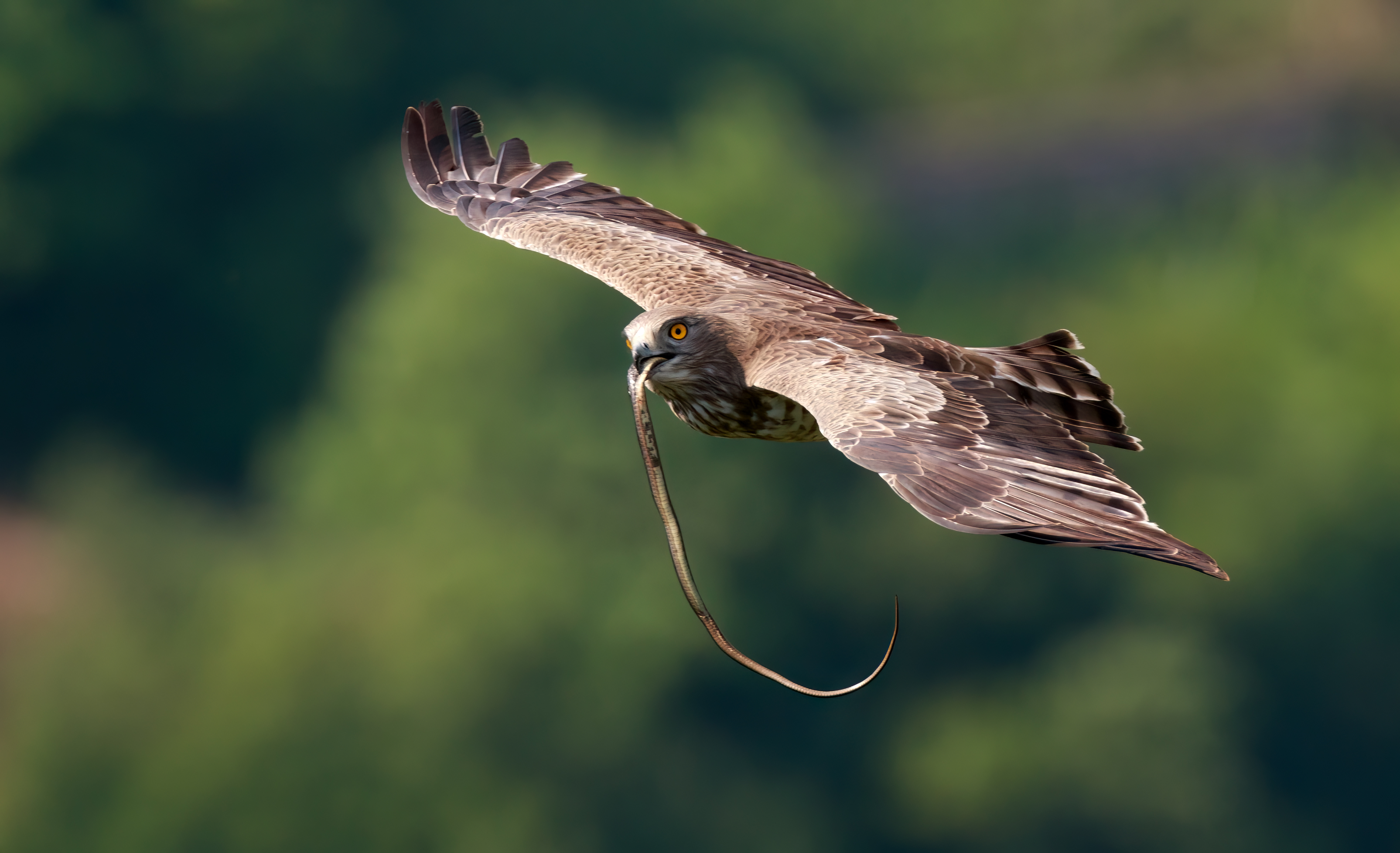
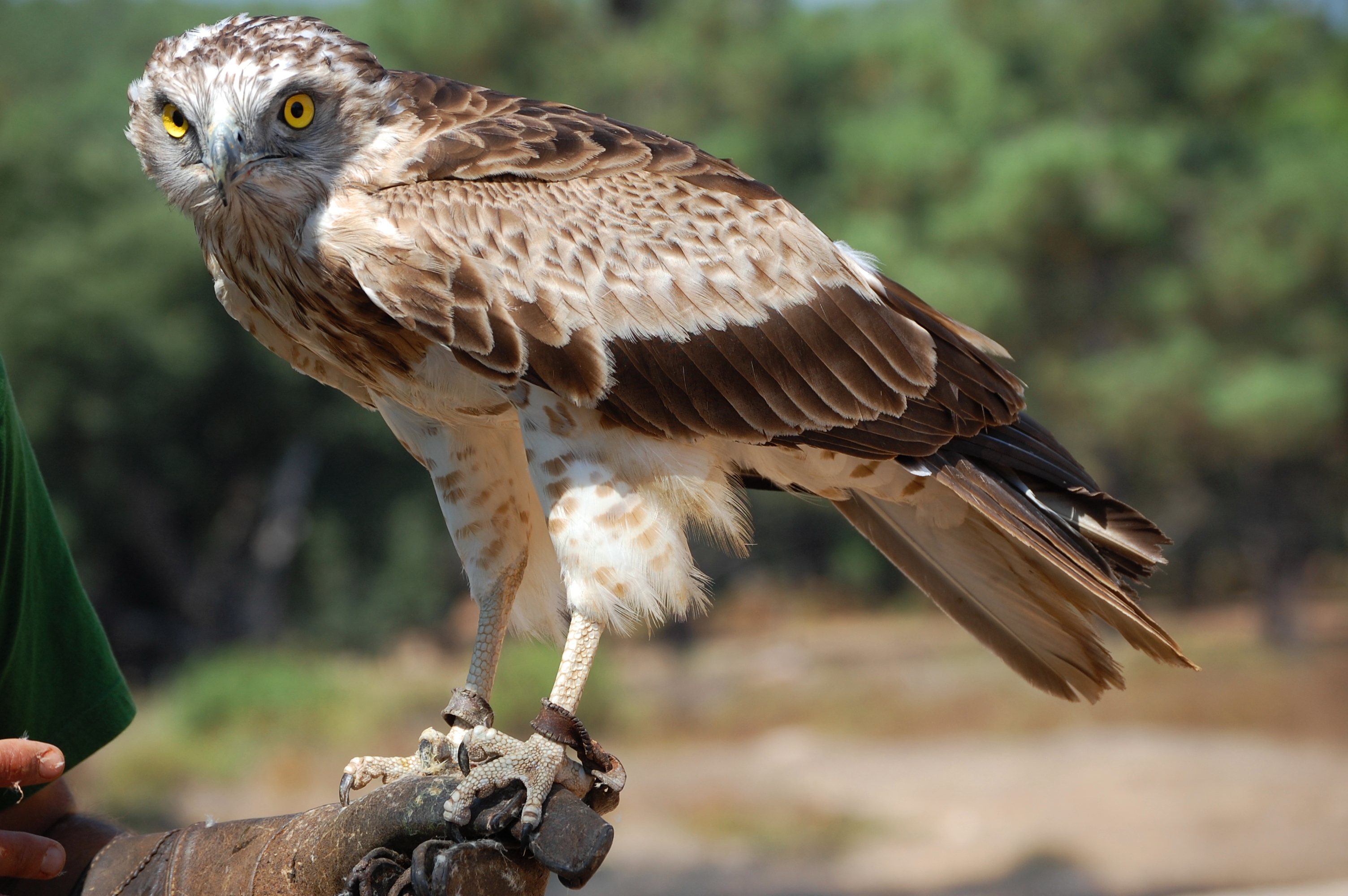